# Telephoonbriefjes en andere curiosa

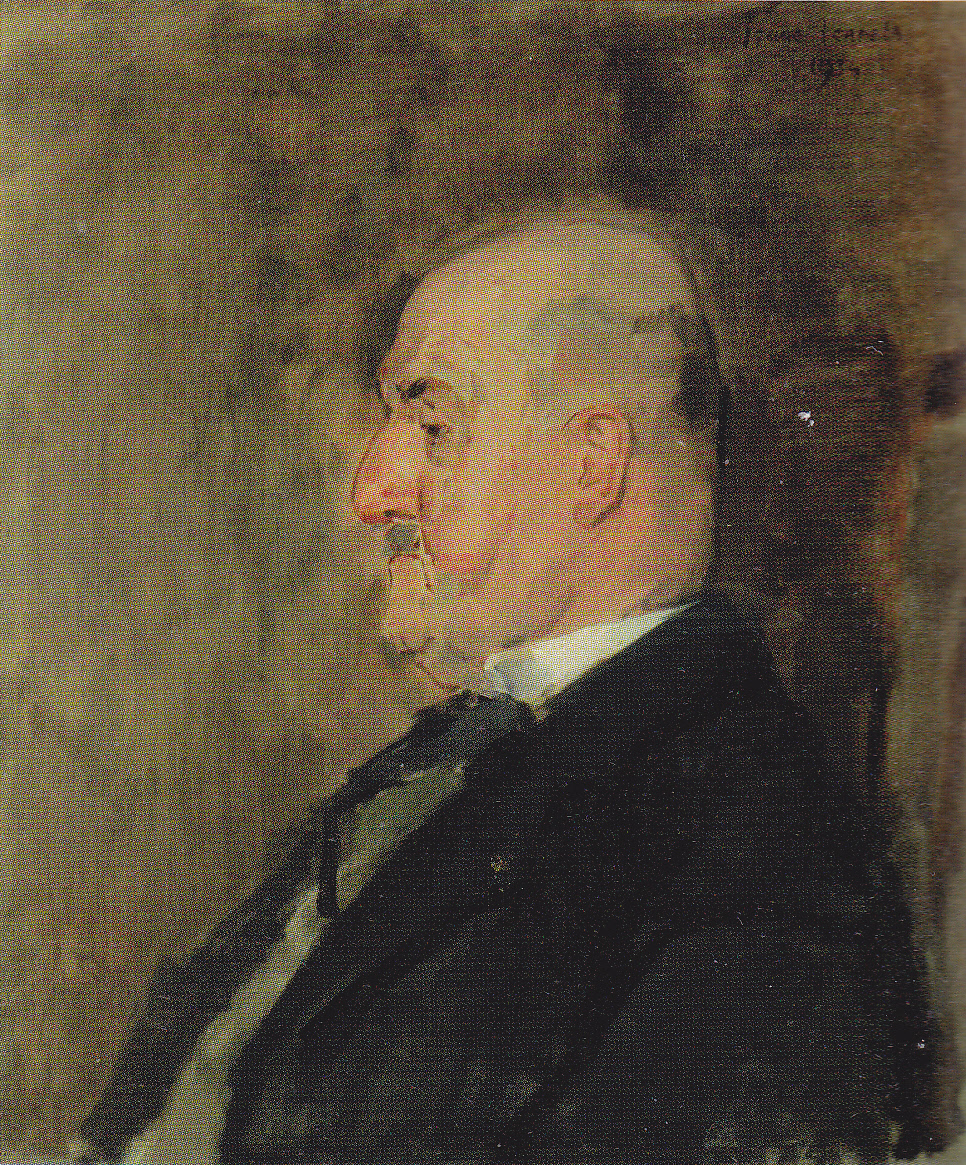
Portret van Van Deyssel, gemaakt door Isaac Israëls in 1934. Ook in relatie tot dit portret, bestaat een telephoonbriefje waarin Thijm aan een Haags etablissement alvast doorgeeft, wat hij aldaar met de schilder wenst te consumeren tijdens de lunch

Telephoonbriefjes en andere curiosa is een in boekvorm uitgeven verzameling van de telefoonbriefjes van de Nederlandse schrijver Lodewijk van Deyssel (1864-1952), pseudoniem van K.J.L Alberdingk Thijm. Eraan toegevoegd zijn enkele andere merkwaardige schrijfsels van de Haarlemse schrijver. Het werkje verscheen in 1980 bij uitgeverij BZZTôH te Den Haag en werd bezorgd en van een inleiding voorzien door Van Deyssels biograaf Harry G.M. Prick.

## Achtergrond van detelephoonbriefjes
Sinds de schrijver Lodewijk van Deyssel over een telefoon beschikte, was hij – volgens inleider Prick – de mening toegedaan dat "een met allure het herenleven leidende heer als (Van Deyssel)  zich niet persoonlijk had in te laten met de hantering van iets zo banaals als het instrument dat een andere – en niet minder dandylike – tijdgenoot als Louis Couperus, veelal laatdunkend de 'kletsbel' noemde." "Ook", zo merkt Prick op, "werd een eigenhandige benutting van dit communicatiemiddel [door Van Deyssel] een gecompliceerde, tijdrovende en afmattende aangelegenheid geacht". Derhalve nam de schrijver een knecht in dienst die geacht werd namens Van Deyssel te telefoneren. Daartoe stelde de schrijver een korte notitie op, die door de knecht precies zo moest worden voorgelezen. Een voorbeeld:
Vóór drie uur hedenmiddag wenscht de heer Alberdingk Thijm eenige paren rolschaatsen voor jongens van twaalf jaar op zicht. Met prijsopgave
De knecht kon vervolgens zijn bevindingen op hetzelfde briefje noteren, zoals in het onderhavige geval dat de Haarlemse sportfirma Heenk geen rolschaatsen op zicht gaf. De briefjes bieden inzicht in het karakter van Van Deyssel, maar ook in een tijd waarin - zoals Prick in zijn inleiding opmerkt - de klant nog werkelijk koning was. Zo kon het gebeuren dat Thijm op de dag van de Duitse inval op 10 mei 1940, aan een banketbakker liet telefoneren:
De heer Alberdingk Thijm verzoekt te brengen 19 gevulde reepen Droste-chocolade, en van Dreef 4 [Het Haarlemse adres van Van Deyssel] meê terug te nemen 19 ongevulde reepen Droste, die per abuis gisteren waren besteld"
Tot de "andere curiosa" die aan het boekje zijn toegevoegd, behoren een  minutieus verslag van een verkoudheid ("Verkoudheids-aanteekeningen"), en enkele reisverslagen en brieven.

## Uitgave
Een eerste uitgave van deze briefjes verscheen in 1976 onder de titel De heer dr. Alberdingk Thijm laat vragen. Telephoonbriefjes bij de Brusselse uitgeverij Manteau, als derde deel in de serie Manteau marginaal. In 1980 verscheen deze ongewijzigde herdruk, maar aangevuld met "andere curiosa"; van deze laatste uitgave liet de uitgever speciaal een exemplaar in halfleer binden voor de bezorger. In 2011 verscheen een audioboek, voorgelezen door Arend Jan Heerma van Voss; hiervan verscheen een tweede uitgave in 2013.